# وادي غزوان (شبام كوكبان)

تعديل مصدري - تعديل

وادي غزوان هي إحدى قرى عزلة ضلاع الأعلى بمديرية شبام كوكبان التابعة لمحافظة المحويت، بلغ تعداد سكانها 1018 نسمة حسب تعداد اليمن لعام 2004.